# Štěchovice (Schiff, 1891)
Der Raddampfer Štěchovice wurde 1891 in der Schiffswerft Karolinenthal in Prag von der Prager Maschinenbau-Aktiengesellschaft vorm. Ruston & Co. (Prazská akciová strojírna dríve Ruston a spol/PAS) gebaut. Das Schiff wurde unter dem Namen Ferdinand I. mit der Baunummer 103 auf Kiel gelegt und am 30. April 1891 in Dienst gestellt. Namensgeber war Ferdinand I., Kaiser von Österreich. Im Jahr 1918 erfolgte die Umbenennung in Štěchovice.

## Geschichte
Um dem steigenden Interesse an Fahrten in das Gebiet um Štěchovice Rechnung zu tragen, beschloss das Unternehmen zwei weitere Schiffe zu beschaffen. Die Ferdinand I. wurde von der PAS mit einem Kostenaufwand von 40.600 Gulden gebaut und am 30. April 1891 ausgeliefert. Da der Platz zum Bau des Schiffes in Karolinenthal nicht ausreichte, wurde die Endmontage des Schiffes aus den in Karolinenthal gefertigten Einzelteilen auf einem angemieteten Gelände in Smíchov durchgeführt. Aufgrund von festgestellten Mängeln konnte der Glattdeckdampfer erst im Mai 1891 seinen Dienst aufnehmen. Da die PAS die angezeigten Mängel nicht anerkannte, wurde eine Gutachterkommission eingesetzt. Bei einer Probefahrt stellte die Kommission Vibrationen im Boden von gefährlicher Größe, ein schwaches Vorder- und Hinterdeck sowie Erschütterungen in den Schaufelrädern fest. Um das amtlich vorgeschriebene Schiffspatent zu erhalten, musste die PAS eine Reihe von Anpassungen am Schiffskörper und den Schaufelrädern vornehmen. Trotzdem traten immer wieder Schäden an den Schaufelrädern auf. Daraufhin tauschte die PAS die vorhandenen Schaufelräder gegen Patent-Schaufelräder aus. Nach den durch die PAS durchgeführten Garantiereparaturen kam das Schiff zum Einsatz.
1905 traten Risse im gusseisernen Rahmen der Dampfmaschine auf. Im Oktober 1905 musste das Schiff deshalb außer Betrieb genommen werden. Im Winter 1905/06 wurde der Rahmen der Dampfmaschine gewechselt. 1906 wurde das Schiff erneut einer amtlichen Prüfung unterzogen. Obwohl bis 1919 immer wieder Mängel beseitigt werden mussten, erhielt das Schiff immer wieder eine amtliche Zulassung. Als Grund für die Vibrationen und die Schäden an der Dampfmaschine wurde der zu große Abstand der Spanten von 60 cm bei den verwendeten Bodenblechen mit einer Dicke von 3 mm benannt.

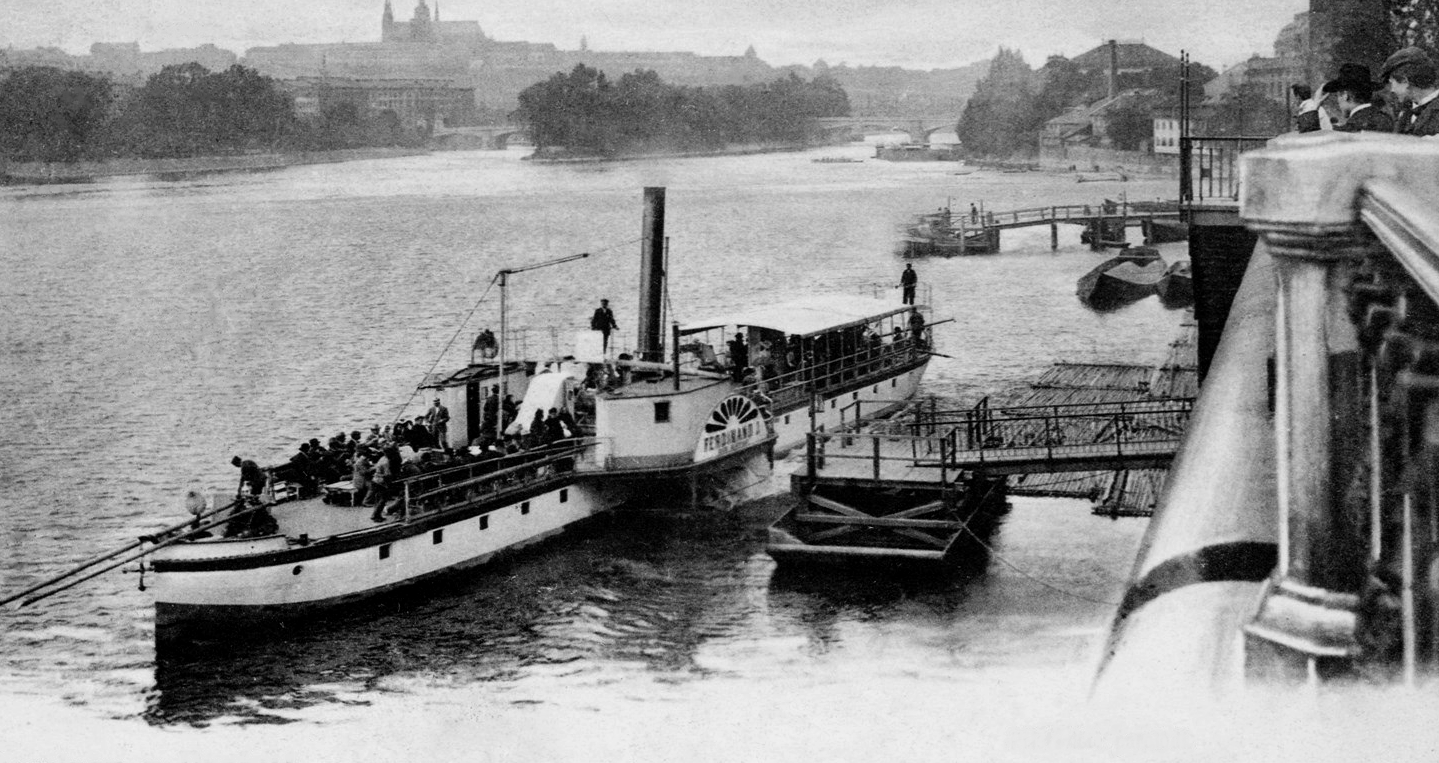
Raddampfer Ferdinand I. am Rasin Kai in Prag

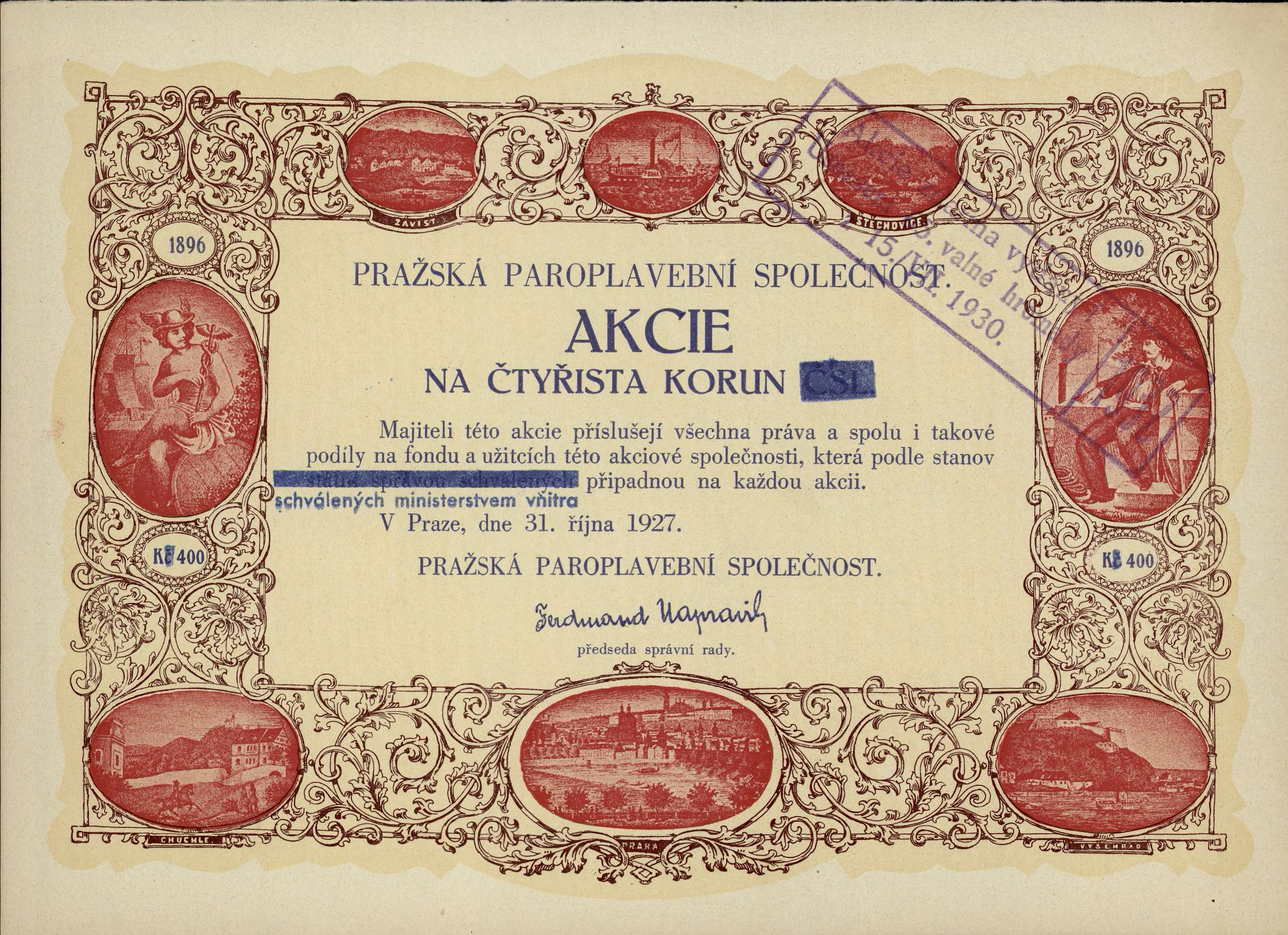
Aktie der Prager Dampfschiffahrtsgesellschaft mit Darstellung der Štěchovice in der Vignette oben rechts

Im Zusammenhang mit der geplanten Schiffbarmachung der unteren Moldau bis zur Elbe wurde am 15. August 1895 der Name der Gesellschaft in Prager Dampfschiffahrtsgesellschaft auf Moldau und Elbe in Böhmen (Pražská paroplavební společnost na Vltavě a Labi v Čechách) geändert. Am 15. Februar 1913 wurde der Name der Gesellschaft, da er sich aufgrund seiner Länge als unpraktisch erwiesen hatte, in Prager Dampfschiffahrtsgesellschaft (Pražská paroplavební společnost/PPS) geändert.
Nach der Explosion des Dampfkessels auf der František Josef I. im August 1898 wurde der baugleiche Dampfkessel der Ferdinad I. im Jahr von der PAS 1901 ausgetauscht.
Da das Schiff den Namen eines Monarchen trug, wurde es mit der Gründung der Ersten Tschechoslowakischen Republik im Oktober 1918 in Štěchovice umbenannt. 1930 war der Verschleiß des Schiffes stark fortgeschritten, so dass eine Generalüberholung und der Einbau eines neuen Kessels notwendig wurde. Da die PPS nicht über die erforderlichen etwa 700.000 Kčs verfügte, wurden die Arbeiten verschoben. Da sich die finanzielle Lage des Unternehmens nicht verbesserte wurde die Generalüberholung nicht durchgeführt und das Schiff 1935 stillgelegt und 1937 abgewrackt.
Obwohl die Ferdinand I. ein Schwesterschiff der gleichzeitig gebauten Primátor Dittrich war, wies es gegenüber diesem Schiff erhebliche technische Mängel auf. Diese sind wahrscheinlich auf Materialeinsparungen zur Erfüllung des geforderten Finanzrahmens für die beiden Schiffe, zurückzuführen.

## Die Dampfmaschine
Die Dampfmaschine war eine oszillierende Hochdruck-Zweizylinder-Verbund-Dampfmaschine mit Einspritzkondensation mit einer Leistung von 76 PS mit der Seriennummer 1239. Gebaut wurde sie wie auch der Zwei-Flammrohr-Zylinderkessel mit 6 bar Dampfdruck von der PAS. 1901 erhielt das Schiff einen neuen Zwei-Flammrohr-Zylinderkessel der PAS.